# 阿及雷多路

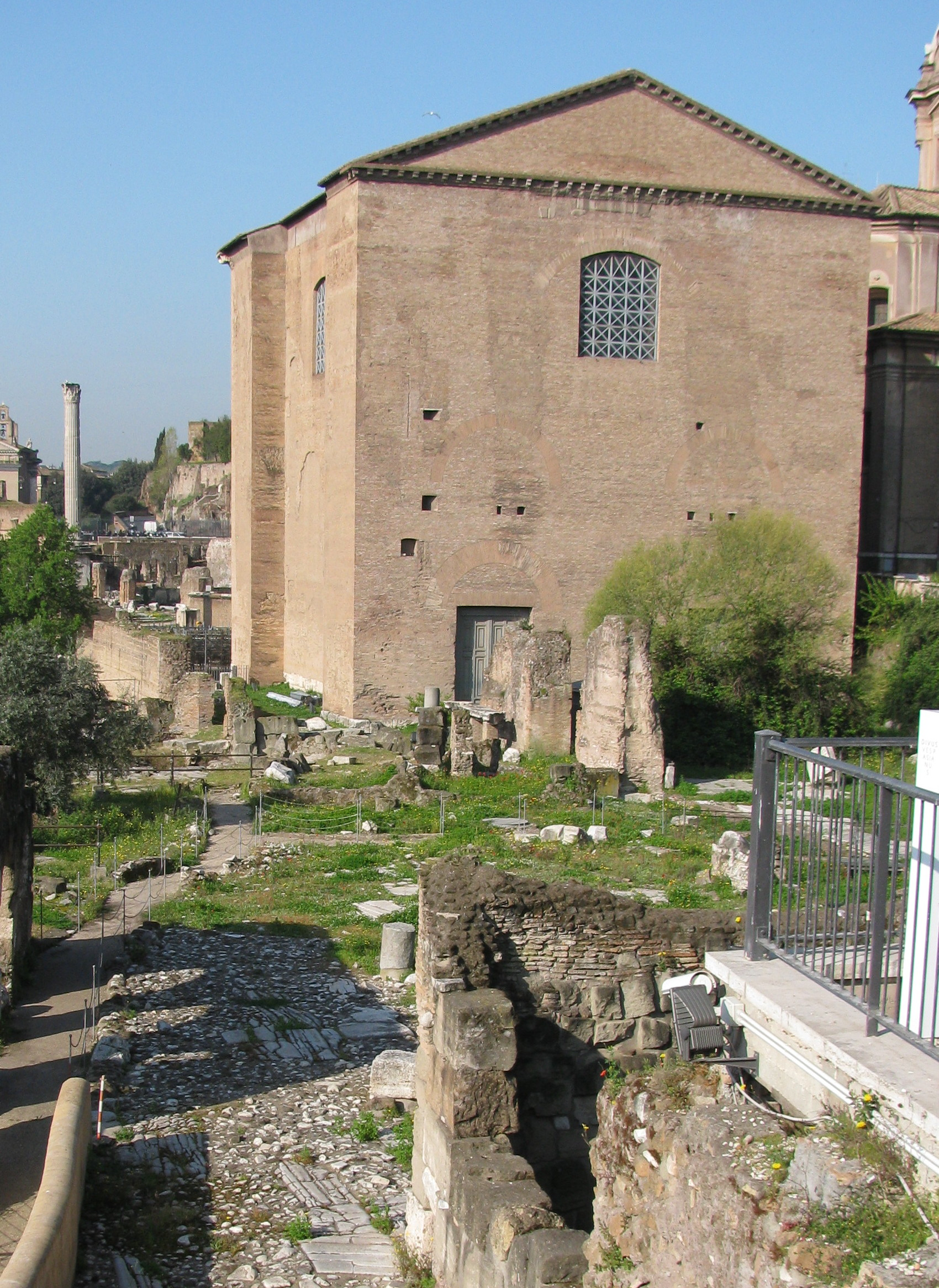

阿及雷多路（拉丁語：Argīlētum）是從古羅馬城西北部前往古羅馬廣場的主要道路。阿及雷多路連接了古羅馬廣場和羅馬的Subura區（因蘇拉聚集的平民區） 。據馬提亞爾記載，在他在世時，阿及雷多路已經是一個充斥小酒館和妓院的雜草叢生的地區。 